# Axonopus zuloagae
Axonopus zuloagae är en gräsart som beskrevs av Gir.-cañas. Axonopus zuloagae ingår i släktet Axonopus och familjen gräs.
Artens utbredningsområde är Colombia. Inga underarter finns listade i Catalogue of Life.